# Деканонізація

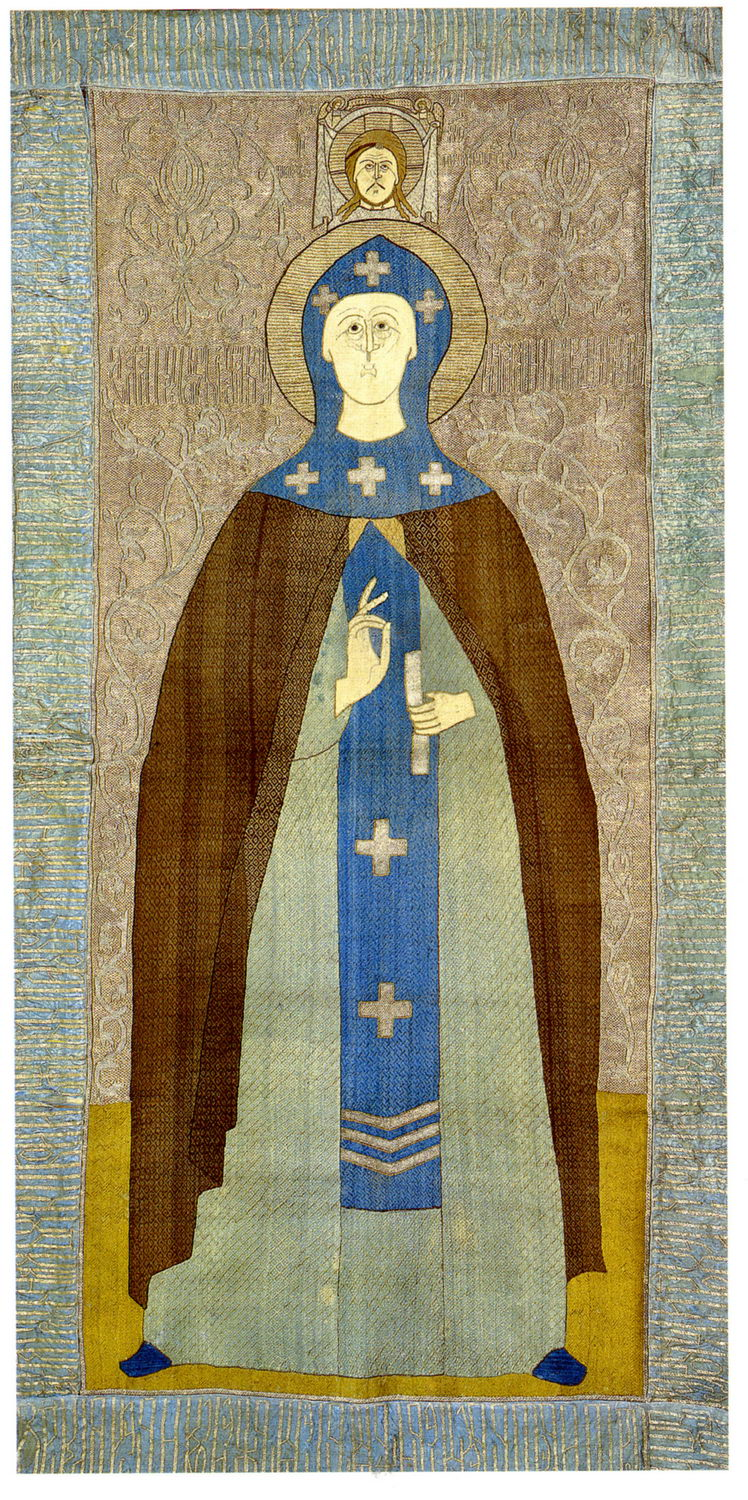
Ікона преподобної Анна Кашинська, яку деканонізували в 1677—1678 році за двухперстя, останнє зображено на іконі.
Опис зображення: датування — середина XVII століття; матеріал — шовк, золотные, срібні й шовкові нитки. Місце зберігання: Державний історичний музей. Походження: надійшло з музею міста Кашина в 1955 році. Розмір: 196 х 99

Деканонізація (від лат. De- — приставка, яка означає: відокремлення, рух донизу, позбавлення, відсутність + лат. Canonizatio; грец. κανών — список, каталог) — вилучення на соборі людини з переліку або списку святих, яку до того було канонізовано і шановано. Виключення з переліку або списку святих може відбуватися через помилкову канонізацію, або в силу релігійної політики. Деканонізація означає, що з даного моменту церковний собор забороняє людям звертатися з молитвою до деканонізованої особи, і собор більше не вважає її своїм заступником перед Богом і Небесним покровителем.

## Православ'я
У Російській православній церкві найбільш відомий випадок деканонизації є з княгинею Анною Кашинською, що стався у 1677 році на Малому Московському соборі, який надалі був підтверджений на Великому Московському соборі 1678 року. Причиною деканонізації стала релігійна політика насильницького запровадження на Русі триперстного замість двоєперстного хресного знамення. Реформи, що почалися при Олексєві Михайловичеві й продовжувалися за Петра I і його послідовників, вимагали політичного і церковного розмежування з попередньою традицією і національною культурою. В першу чергу деканонизація торкнулася осіб, чиї літературні праці або агіографічні твори суперечили новій релігійній політиці. Було призупинено вшанування відомого церковного письменника і перекладача преподобного Максима Грека. Соборно засуджено житіє преподобного Євфросинія, Псковського чудотворця (1481), а сам він був викреслений з церковного статуту. В церковному Статуті 1682 р. зникли пам'ятні дні, пов'язані з 21 російським святим. У петровські часи було припинено шанування віленських мучеників Іоана, Антонія і Євстафія, які носили бороди,  і постраждали від гладко голеного князя-язичника.
Євген Голубинський вказує: «Статутний запис, ведений ключарями Успенського собору між 1666—1743 роками, примітний вкрай малою кількістю Російських святих, яким служилось в соборі. Святих цих всього 11». Всього дослідники налічують кілька десятків святих, в різний час заборонених до шанування з середини XVII до кінця XIX століття.
У XX столітті ряд раніше деканонизированных святих повернули в церковний календар. Широкий резонанс мало повторне прославлення Анни Кашинської в 1909 році. Особливо плідною в цьому плані виявилося правління Патріарха Пімена, коли відновили шанування Івана Чеполосова, Володимира і Агрипини Ржевських та ін. Однак більшість давньоруських подвижників, чиє шанування було припинено у часи «боротьби з розколом», так і залишилися забутими.
Суспільний інтерес до самої процедури деканонизації і її обґрунтованості у Російської православної церкви значно посилився в кінці 2012 — початку 2013 років у зв'язку з тим, що з церковного календаря на 2013 рік зникли деякі новомученики. Доктор канонічного права протоієрей Владислав Ципін  зазначає, що «процедура канонізації прописана і рішення про канонізацію може прийняти тільки Собор. Процедура деканонізації не тільки не прописана, але в церковних канонах немає навіть такого слова»

## Католицизм
В Католицькій церкві було припинено вшанування Симона Трентського, канонізованого папою Римським Сикстом V. У 1965 році Другий Ватиканський собор Католицької церкви скасував культ Симона Трентського, бо той був заснований на умисній містифікації, і видалив його ім'я з католицької мартирології. Разом з тим, у Католицькій церкві немає процедури деканонизації як такої, тому в 1965 році його ім'я просто видалили з усіх місцевих літургійних календарів.

## Англіканство
У 1966 році англіканською церквою був виключений з книг місцевошанованих святих Г'ю Лінкольнський.

## В нерелігійній мові
В нерелігійною літературі і в побутовій мові термін «деканонизация» має інший зміст, він вживається в значенні — відмова від догматичних канонів, розвінчання претензій на непогрішну істинність кого-небудь або чого-небудь.